# Modica
Modica (Siciliaans; Muorica) is een stad op het Italiaanse eiland Sicilië in de provincie Ragusa. Modica telde in 2018 54.530 inwoners.
Dit gebied in het zuiden van Sicilië is al sinds de prehistorie bewoond. Rond de 7e eeuw v.Chr. is Modica ontstaan als Siculische stad met de naam Motyca. Van de 9e tot 11e eeuw had de stad de Arabische naam Mohac. De plaats is verdeeld in een hoger (Modica Alta) en een lager deel (Modica Bassa) die met elkaar door trappen verbonden worden.
In 1693 werd Modica, zoals alle steden in de streek, verwoest door een zware aardbeving. De stad werd in barokke stijl herbouwd. Samen met andere plaatsen van het Val di Noto staat Modica op de werelderfgoedlijst van UNESCO. Het belangrijkste gebouw in het centrum is de door Rosario Gagliardi ontworpen domkerk San Giorgio
De economie van Modica draait vooral op de landbouw en veeteelt. Rondom de stad zijn er veel olijfplantages en tevens wordt er veel graan verbouwd. De industrie is weinig ontwikkeld, op bescheiden schaal wordt er koffie en textiel verwerkt.

## Bezienswaardigheden
- Domkerk "San Giorgio"
- Kerk "Santa Maria di Betlemme"
- Kerk "San Pietro"
- Kerk "San Giovanni Battista"
- Theater "Garibaldi"
- Castello dei Conti

Het geneeskundemuseum Sifilicomio Campailla ligt in de benedenstad. Dit was de syfiliskliniek van Tommaso Campailla, befaamd over heel Europa. Hier werden van de 18e tot de 20e eeuw syfilispatiënten behandeld in botti del Campailla, kleine hokjes waarin de patiënten gedurende korte perioden werden blootgesteld aan kwikdampen.

## Geboren
- Tommaso Campailla (1668-1740), arts en wetenschapper
- Giorgio Castagna Giannone (1737-1811), arts
- Salvatore Quasimodo (1901-1968), dichter en Nobelprijswinnaar (1959)

## Afbeeldingen

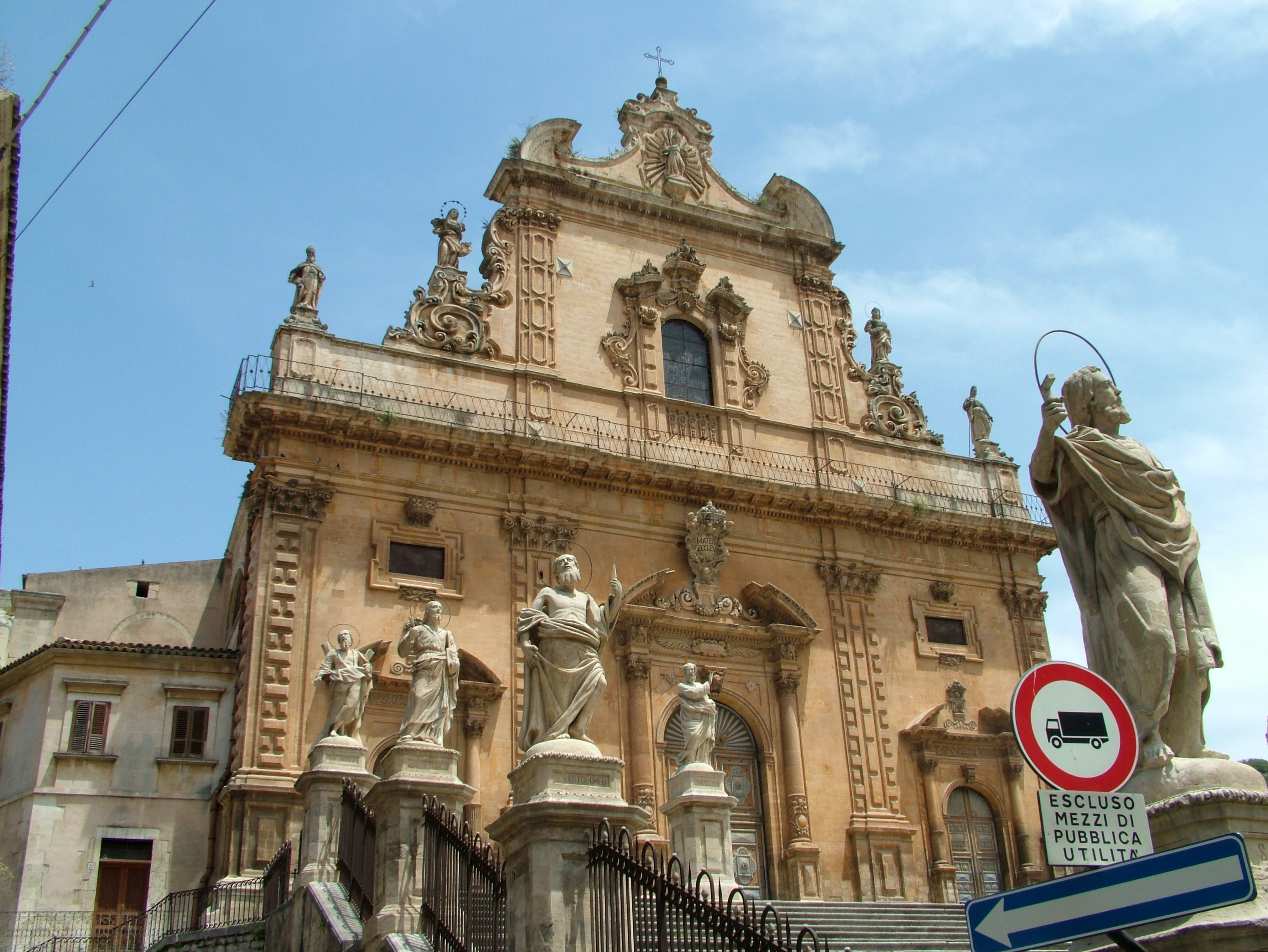
S. Maria del Soccorso
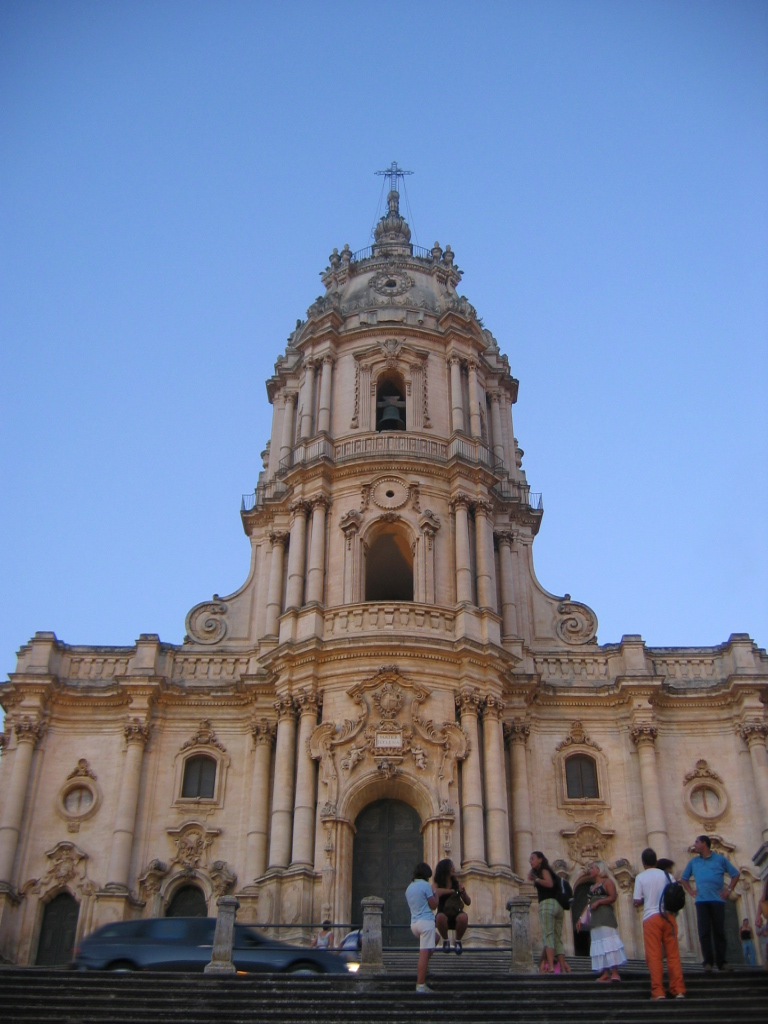
San Giorgio
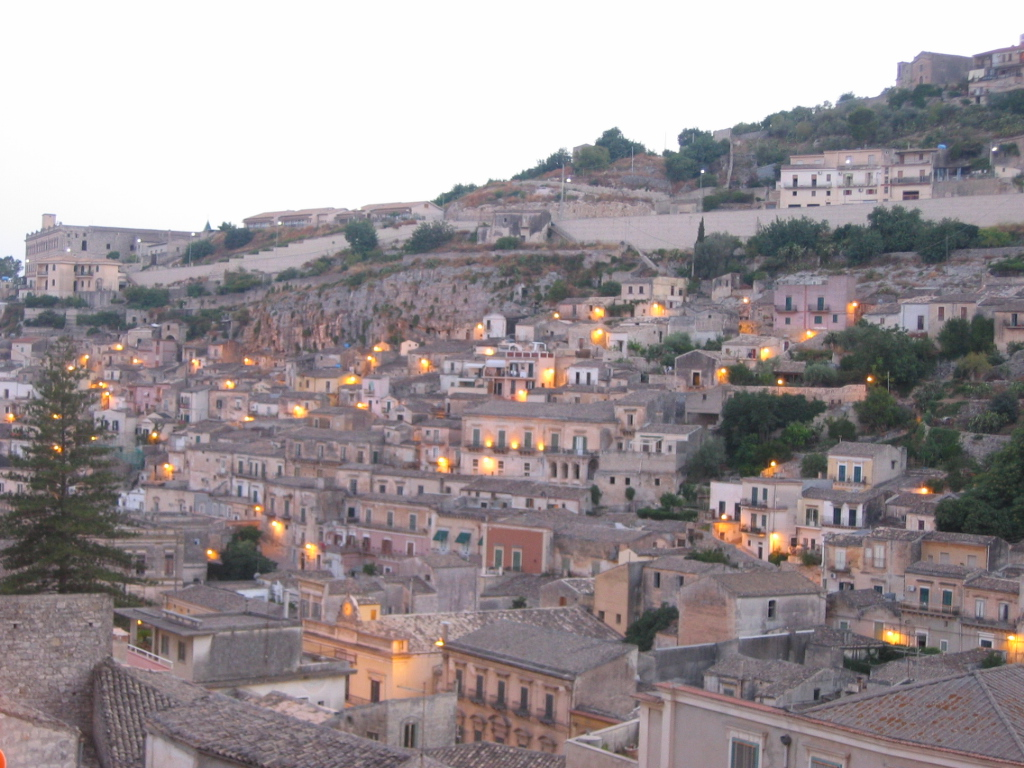
Zicht over de stad